# NCOI
NCOI Opleidingen is een opleidingsinstituut die mbo, mhbo, hbo- en masteropleidingen aanbiedt voor werkende mensen. Het instituut is onderdeel van Salta Group.

## Opleidingen
NCOI is onderverdeeld in NCOI University of Applied Sciences, Hogeschool NCOI, MBO College van NCOI en NCOI Opleidingen.
Het CROHO-register bevat informatie (met betrekking tot in het verleden erkende opleidingen) van historische aard over de hbo-opleidingen.

## 2023: Bestuurlijke Boete door het ministerie
In 2022 deed de Onderwijsinspectie onderzoek naar NCOI, en publiceerde hierover een rapport. Naar aanleiding hiervan kreeg NCOI in 2023 een Bestuurlijke boete opgelegd door het Ministerie van Onderwijs, Cultuur en Wetenschap, wegens het ten onrechte voeren van een vertaling van de naam universiteit en hogeschool, het onterecht verlenen van mastergraden, en het schenden van de informatieplicht.